# Năm mươi sắc thái tự do
Năm mươi sắc thái tự do (tựa đề gốc: Fifty Shades Freed) là một phim tình cảm gợi tình của Mỹ năm 2018 do James Foley đạo diễn và Niall Leonard viết kịch bản, dựa trên tiểu thuyết cùng tên của E. L. James. Bộ phim này là phim thứ ba và cũng là cuối cùng của series phim Năm mươi sắc thái, bắt đầu với Năm mươi sắc thái xám (2015) và Năm mươi sắc thái đen (2017). Bộ phim có Dakota Johnson và Jamie Dornan đóng vai Anastasia Steele và Christian Grey tương ứng, với câu chuyện xoay quanh cặp đôi này khi họ cưới nhau và pLuke Grimes trong vai Elliot Gray, anh trai của Christian và Mia Gray, và hôn thê của Katherine.hải xử lý việc sếp cũ của Ana (Eric Johnson), người bắt đầu rình rập họ.
Các cảnh quay tiền kỳ Fifty Shades Freed đã được quay cùng lúc với Năm mươi sắc thái đen vào tháng 2 năm 2016, tại Paris và Vancouver. Bộ phim đã được phát hành tại Hoa Kỳ vào ngày 9 tháng 2 năm 2018, bao gồm một số lượng hạn chế ở định dạng IMAX. Fifty Shades Freed đã thu được 371 triệu đô la trên toàn thế giới, trở thành bộ phim có doanh thu cao thứ tư năm 2018, và giống như hai phim trước đó, phim nhận phải những đánh giá tiêu cực, với những lời chỉ trích nhằm vào diễn xuất.

## Nội dung
Đôi vợ chồng mới cưới Christian và Anastasia buộc phải cắt ngắn tuần trăng mật và trở về nhà sau khi nhận được tin báo về vụ đột nhập tại trụ sở công ty của anh ta. Một số tập tin máy tính đã bị đánh cắp và băng camera an ninh xác định hung thủ là Jack Hyde, sếp cũ của Ana, người đã bị sa thải vì tấn công tình dục. Trong khi đó, Ana được giới thiệu với đội an ninh cá nhân mới của cô ấy.
Christian làm Ana ngạc nhiên với một ngôi nhà mới và đã thuê một kiến trúc sư hấp dẫn, Gia Matteo, để xây lại nó cho cô. Cô khó chịu khi Gia công khai tán tỉnh mình trước sự chứng kiến của cô. Riêng Ana đe dọa sẽ sa thải Gia nếu cô vẫn tiếp tục, buộc cô phải dừng lại.
Khi Christian đi công tác xa, Ana bất chấp mong muốn của anh rằng cô ở nhà và gặp bạn của cô, Kate Kavanagh, đi uống nước. Kate đang hẹn hò với anh trai của Christian là Elliot và lo sợ Elliot có thể ngoại tình với Gia, đối tác kinh doanh của anh ấy. Jack Hyde định bắt cóc Ana khi cô về đến nhà. Đội an ninh của Ana khuất phục anh ta và anh ta bị bắt.
Sau khi tranh cãi với Christian về buổi hẹn hò qua đêm của cô ấy với Kate, Ana mắng anh ta vì đã kiểm soát và chiếm hữu quá mức và đòi hỏi nhiều tự do hơn. Ngay sau đó, anh khiến cô bất ngờ với một chuyến đi đến Aspen, mang theo Kate, Elliot, Mia và José. Elliot cầu hôn Kate, người đã chấp nhận. Nó được tiết lộ rằng Gia chỉ đang giúp Elliot chọn chiếc nhẫn.
Cặp đôi mới cưới tiếp tục thử nghiệm tình dục gợi tình của họ, nhưng nó trở nên phức tạp khi Ana thông báo rằng cô ấy đang mang thai. Christian vô cùng băn khoăn, anh nói rằng anh đã có những kế hoạch khác cho những năm đầu họ bên nhau. Anh ta bỏ đi, tiếp tục say xỉn suốt đêm. Sau khi anh trở về, Ana phát hiện ra rằng Christian đã nhắn tin và gặp lại người yêu cũ của anh và cũng là người từng thống trị BDSM, Elena Lincoln. Cô ấy trở nên tức giận với anh ta và nhốt mình trong phòng chơi qua đêm. Anh ấy tìm kiếm Ana vào buổi sáng và họ tiếp tục tranh cãi, Ana nói với Christian rằng đứa bé quan trọng như thế nào đối với cô ấy.
Ngay sau đó, Hyde, được thả với số tiền 500.000 đô la, điện thoại cho Ana yêu cầu một khoản tiền chuộc cho Mia, em gái bị bắt cóc của Christian. Hyde đòi 5 triệu đô la tiền mặt trong hai giờ và đe dọa sẽ giết cô nếu yêu cầu của anh ta không được đáp ứng. Anh ta cảnh báo Ana không được nói với ai và mang tiền một mình. Ana lấy một cuốn séc và khẩu súng lục từ bàn của Christian, sau đó đến ngân hàng để rút toàn bộ số tiền.
Người quản lý ngân hàng khả nghi gọi cho Christian. Anh ta nghĩ Ana đang rời bỏ anh ta nhưng sau đó nhận thấy điều đó trùng khớp với việc Hyde được thả gần đây, nơi ở không rõ của Mia và việc Ana đột ngột rút tiền mặt với số lượng lớn. Hyde hướng dẫn Ana vào một chiếc ô tô đậu trong hẻm và giao điện thoại của cô cho tài xế để vứt bỏ. Cô ta lừa Hyde bằng cách lấy điện thoại của giám đốc ngân hàng và nhét điện thoại của chính mình vào túi tiền. Cô ra khỏi lối vào sau và phát hiện ra rằng người lái xe và đồng phạm của Jack là đồng nghiệp của cô, Liz.
Ana đến địa điểm trả khách với số tiền. Hyde, tâm thần và báo thù, tấn công cô, đá vào bụng cô. Liz cố gắng ngăn anh ta lại khi Ana rút khẩu súng lục và bắn vào chân anh ta. Christian và đội bảo vệ của anh ta, những người đã theo dõi điện thoại di động của Ana, đến và bắt giữ Hyde và Liz. Ana sững sờ khi nghe thấy giọng nói của Christian.
Ana tỉnh dậy ba ngày sau đó trong bệnh viện với Christian ở bên cạnh. Mặc dù tức giận vì sự liều lĩnh của cô và vẫn còn lo lắng về việc làm cha, anh nhận ra rằng đứa con của họ quan trọng như thế nào đối với cô và họ đã hòa giải. Mẹ nuôi của Christian, Grace, đảm bảo với anh rằng Ana sẽ không rời bỏ anh. Cô ấy trở về nhà vào ngày hôm sau.
Điều tra viên tư của Christian, Welch, đã để lại một báo cáo cho thấy rằng Christian và Hyde đã cùng chung một gia đình nuôi, mặc dù anh ta không còn nhớ gì về điều này. Hyde ghen tị với việc Christian được gia đình Grey giàu có nhận nuôi thay vì anh ta. Hyde cũng tống tiền Liz trở thành đồng phạm của mình. Christian và Ana cũng tìm ra nơi chôn cất mẹ ruột của mình. Họ đến thăm mộ cô và anh cắm hoa trên đó.
Trong khi Christian đang chơi piano, Anna đi qua hành lang để đến phòng khách để xem Christian. Khi cô ấy quan sát anh ấy, những đoạn hồi tưởng về thời gian bên nhau của Christian và Anna được chiếu với "Love me like you do" đang phát. Anna sau đó quyết định cô ấy muốn chơi. Cô ấy gửi cho anh ấy một tin nhắn văn bản để thu hút sự chú ý của anh ấy. Khi Christian cùng Anna vào phòng chơi, nhạc tiếp tục phát khi Christian đóng cửa, ngay sau khi bạn nhìn thấy Anna cười.
Bảy tháng sau, Christian và Ana có một cậu con trai tên là Teddy và ba năm sau Ana mang thai đứa con thứ hai của họ.

## Diễn viên
- Dakota Johnson vai Anastasia "Ana" Grey
- Jamie Dornan vai Christian Grey
- Eric Johnson vai Jack Hyde, Sếp cũ và kẻ săn đuổi Ana
- Eloise Mumford vai Katherine Kavanagh, bạn thân nhất của Ana và vị hôn thê của Elliot Grey
- Rita Ora vai Mia Grey, con gái nuôi của Carrick Grey và Tiến sĩ Grace Trevelyan Gray, và em gái của Christian và Elliot Gray
- Luke Grimes vai Elliot Gray, anh trai của Christian và Mia Gray, và hôn thê của Katherine
- Victor Rasuk vai José Rodriguez, một trong những người bạn của Anastasia
- Max Martini vai Jason Taylor, vệ sĩ của Christian
- Jennifer Ehle vai Carla May Wilks, mẹ của Anastasia
- Kim Basinger vai Elena Lincoln, quản lý cũ của Christian. (Chỉ phiên bản chưa phân loại)
- Marcia Gay Harden vai Grace Trevelyan Gray, mẹ nuôi của Christian
- Bruce Altman vai Jerry Roach
- Arielle Kebbel vai Gia Matteo, kiến trúc sư được đề nghị bởi Elliot Gray để thiết kế nhà ngôi tương lai cho Anastasia và Christian
- Callum Keith Rennie vai Ray, từng là cha dượng của Anastasia
- Robinne Lee vai Ros Bailey, người quản lý thứ hai của Christian
- Brant Daugherty vai Luke Sawyer, vệ sĩ của Ana
- Amy Price-Francis vai Liz Morgan, đồng lõa của Jack
- Tyler Hoechlin vai Boyce Fox, tác giả nổi tiếng có sách được xuất bản bởi SIP
- Ashleigh LaThrop vai Hannah, đồng nghiệp và bạn của Ana
- Fay Masterson vai Gail Jones, quản gia của Christian
- Hiro Kanagawa vai thám tử Clark

## Diễn viên lồng tiếng - (HTV3)

#### (Ngày 21 tháng 8 năm 2018)
- Hồ Ngọc Hà vai Anastasia "Ana" Grey

- Huỳnh Đông vai Christian Grey
- Đàm Vĩnh Hưng vai Jack Hyde, Sếp cũ và kẻ săn đuổi Ana
- Tất My Ly vai Katherine Kavanagh, bạn thân nhất của Ana và vị hôn thê của Elliot Grey
- Tuyết Nhung vai Mia Grey, con gái nuôi của Carrick Grey và Tiến sĩ Grace Trevelyan Gray, và em gái của Christian và Elliot Gray
- Dương Hoàng Yến vai Elena Lincoln, quản lý cũ của Christian. (Chỉ phiên bản chưa phân loại)

## Âm nhạc

### Danh sách ca khúc
| Nhạc phim chính kịch Năm mươi sắc thái tự do - Bản tiêu chuẩn | Nhạc phim chính kịch Năm mươi sắc thái tự do - Bản tiêu chuẩn                | Nhạc phim chính kịch Năm mươi sắc thái tự do - Bản tiêu chuẩn                                                                          | Nhạc phim chính kịch Năm mươi sắc thái tự do - Bản tiêu chuẩn | Nhạc phim chính kịch Năm mươi sắc thái tự do - Bản tiêu chuẩn |
| No.                                                           | Tên ca khúc                                                                  | Lời | Sản xuất                                                      | Độ dài                                                        |
| ------------------------------------------------------------- | ---------------------------------------------------------------------------- | --- | ------------------------------------------------------------- | ------------------------------------------------------------- |
| 1.                                                            | "Capital Letters" (Hailee Steinfeldand và BloodPop trình bày)                | - Michael Tucker - Rachel Keen - Hailee Steinfeld - Andrew Jackson - Elena Goulding - Ely Weisfield                                    | - BloodPop - Ben Rice                                         |                                                               |
| 2.                                                            | "For You" (Rita Ora and Liam Payne)                                          | - Liam Payne - Rita Sahatçiu - Andrew Watt - Alexander Payami - Alexandra Tamposi                                                      | - Peter Karlsson - Ali Payami - Watt                          |                                                               |
| 3.                                                            | "Sacrifice" (Black Atlass featuring Jessie Reyez)                            | - Alexander "Black Atlass" Fleming - Jessica Reyez - Oliver Goldstein - Marcel Everett - Billy Walsh - Jason Quenneville               | - Black Atlass - Oligee - XXYYXX                              |                                                               |
| 4.                                                            | "High" (Whethan và Dua Lipa)                                                 | - Ethan Snoreck - Dua Lipa - Jonathan Hill - Sarah Aarons                                                                              | - Whethan - John Hill - Rob Cohen                             |                                                               |
| 5.                                                            | "Heaven" (Julia Michaels)                                                    | - Julia Michaels - Brian Garcia - Uzoechi Emenike - Morten Ristorp Jansen - Taylor Parks                                               | - Rissi Palmer                                                |                                                               |
| 6.                                                            | "Big Spender" (Kiana Ledé featuring Prince Charlez)                          | - Kiana Ledé Brown - Jared Cotter - Jeremy Skaller - Charles Hinshaw Jr. - Julian Gramma - Geoffrey Early - Adam Daniel - Andrew Bazzi | - Cotter - J Gramm - Geoffro - J Remy - Rice N Peas           |                                                               |
| 7.                                                            | "Never Tear Us Apart" (Bishop Briggs)                                        | - Andrew Farriss - Michael Hutchence                                                                                                   | - HyBrid - Mark Jackson - Ian Scott                           |                                                               |
| 8.                                                            | "The Wolf" (The Spencer Lee Band)                                            | - Spencer Lee - Freddy Wexler - Eric Valentine                                                                                         | - Lee - Joe Pringle - Wexler - Valentine                      |                                                               |
| 9.                                                            | "Are You" (performed by Julia Michaels)                                      | - Michaels - Mattias Larsson - Robin Fredriksson - Justin Tranter                                                                      | - Mattman & Robin                                             |                                                               |
| 10.                                                           | "Cross Your Mind" (Sabrina Claudio)                                          | - Sabrina Claudio - Adam Messinger - Nasri Atweh - Hayley Penner                                                                       | - Nasri - Messinger                                           |                                                               |
| 11.                                                           | "Change Your Mind" (Miike Snow)                                              | - Andrew Wyatt - Pontus Winnberg - Christian Karlsson                                                                                  | - Miike Snow                                                  |                                                               |
| 12.                                                           | "Come On Back" (Shungudzo Kuyimba)                                           | - Alexandra "Shungudzo" Govere - Jordan Palmer - Jenny Owen Youngs                                                                     | - Shungudzo Kuyimba - Palmer                                  |                                                               |
| 13.                                                           | "I Got You (I Feel Good)" (Jessie ))                                         | - James Brown | - DJ Camper                                                   |                                                               |
| 14.                                                           | "(Ta Meilleure Ennemie) Pearls" (Samantha Gongol featuring Juliette Armanet) | - Samantha Gongol - Ryan Marrone - Juliette Armanet                                                                                    | - Marrone                                                     |                                                               |
| 15.                                                           | "Deer In Headlights" (Sia)                                                   | - Sia Furler - Samuel Dixon | - Oliver Kraus                                                |                                                               |
| 16.                                                           | "Diddy Bop" (Jacob Banks và Louis the Child)                                 | - Jacob Banks - Freddy Kennett - Robby Hauldren                                                                                        | - Louis the Child                                             |                                                               |
| 17.                                                           | "Love Me Like You Do" (Ellie Goulding)                                       | - Ebba Nilsson - Payami - Ilya Salmanzadeh - Savan Kotecha - Karl Sandberg                                                             | - Max Martin - Payami                                         |                                                               |
| 18.                                                           | "Freed" (Danny Elfman)                                                       | - Danny Elfman | - Elfman                                                      |                                                               |
| 19.                                                           | "Seeing Red" (Danny Elfman)                                                  | - Elfman | - Elfman                                                      |                                                               |

| Nhạc phim chính kịch Năm mươi sắc thái tự do - Bonus | Nhạc phim chính kịch Năm mươi sắc thái tự do - Bonus              | Nhạc phim chính kịch Năm mươi sắc thái tự do - Bonus | Nhạc phim chính kịch Năm mươi sắc thái tự do - Bonus | Nhạc phim chính kịch Năm mươi sắc thái tự do - Bonus |
| No.                                                  | Tên                                                               | Writer(s)                                            | Producer(s)                                          | Length                                               |
| ---------------------------------------------------- | ----------------------------------------------------------------- | ---------------------------------------------------- | ---------------------------------------------------- | ---------------------------------------------------- |
| 20.                                                  | "Maybe I'm Amazed" (Jamie Dornan trình bày)                       | - Paul McCartney                                     | - Harvey Mason Jr.                                   |                                                      |
| 21.                                                  | "Cross Your Mind" (Phiên bản tiếng Tây Ban Nha) (Sabrina Claudio) | - Claudio - Messinger - Atweh - Penner - Luis Riog   | - Atweh - Messinger                                  |                                                      |
| 22.                                                  | "Pearls" (Samantha Gongol)                                        | - Gongol - Marrone                                   | - Marrone                                            |                                                      |

### Chứng nhận
| Vùng                                                                             | Chứng nhận | Bán     |
| -------------------------------------------------------------------------------- | ---------- | ------- |
| Đan Mạch (Liên đoàn Công nghiệp ghi âm Quốc tế tại Đan Mạch)                     | Vàng       | 10,000^ |
| * Chứng nhận dựa theo doanh số tiêu thụ ^ Chứng nhận dựa theo doanh số nhập hàng |            |         |